# Toyota Camry
Toyota Camry (яп. トヨタ・カムリ, Ка́мри) — автомобиль компании Toyota. Производится на заводах в Японии (Продажи прекращены,но автомобиль собирают для экспортных рынков), США, Австралии (до 2017 года), России (до 2022 года) и Китае, Таиланде. По состоянию на 2025 год выходит девятое поколение автомобиля. В соответствии с классификацией легковых автомобилей по формальному признаку (габариты), принятой в ЕС, автомобиль принадлежит к сегменту E, по Euro NCAP — к «Large family car» (сегмент D).
Название «Camry» происходит от японской фонетической записи китайского иероглифа 冠 (ка́нмури), который имеет значение «корона». В России, наряду с другими автомобилями фирмы, модель пользуется стабильным покупательским спросом, в связи с чем в 2005 году начато строительство сборочного завода в посёлке Шушары, 21 декабря 2007 года завод выпустил первый автомобиль.

## V10 — V50

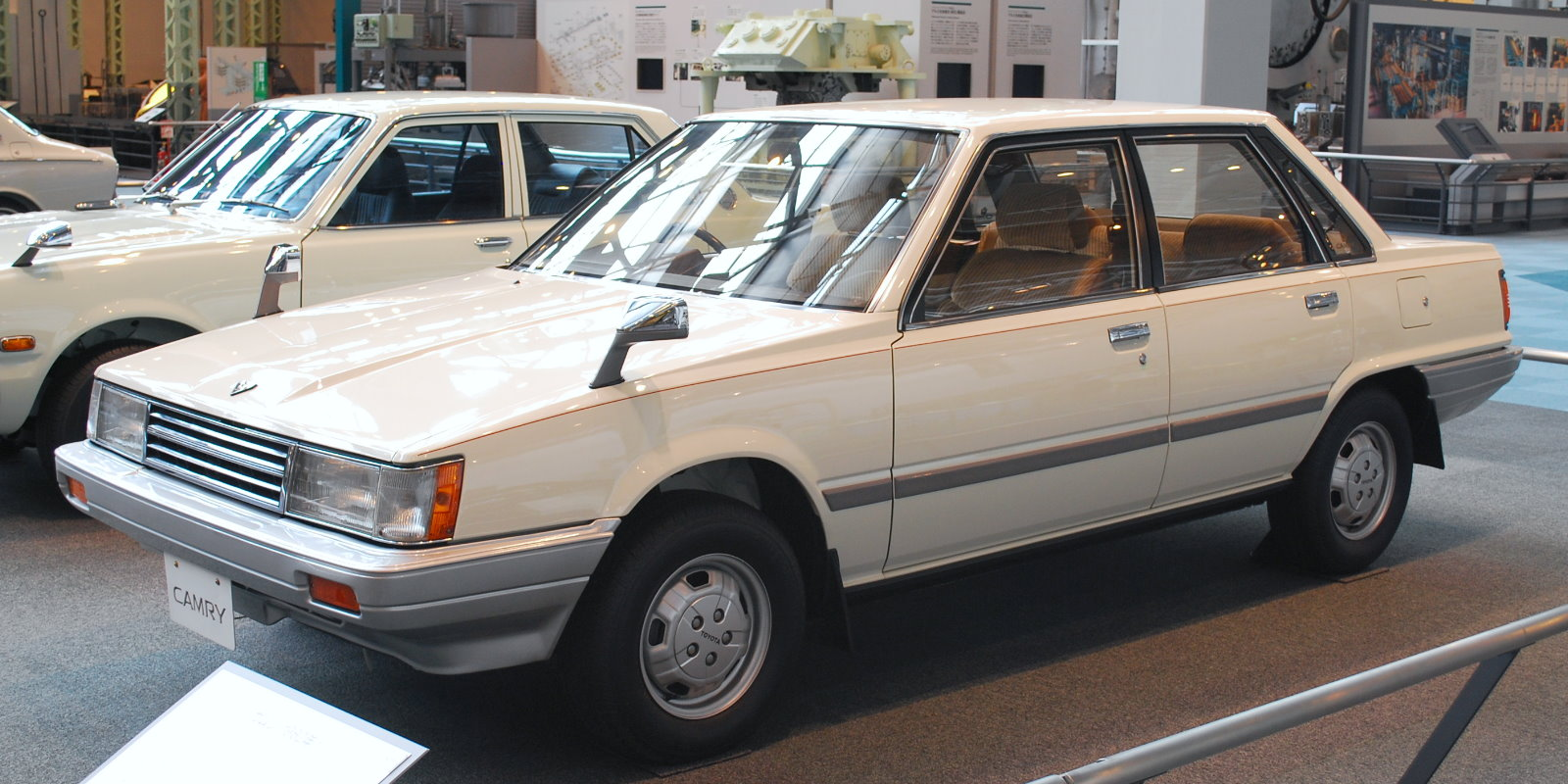
Toyota Camry первых лет выпуска (1982—1984)

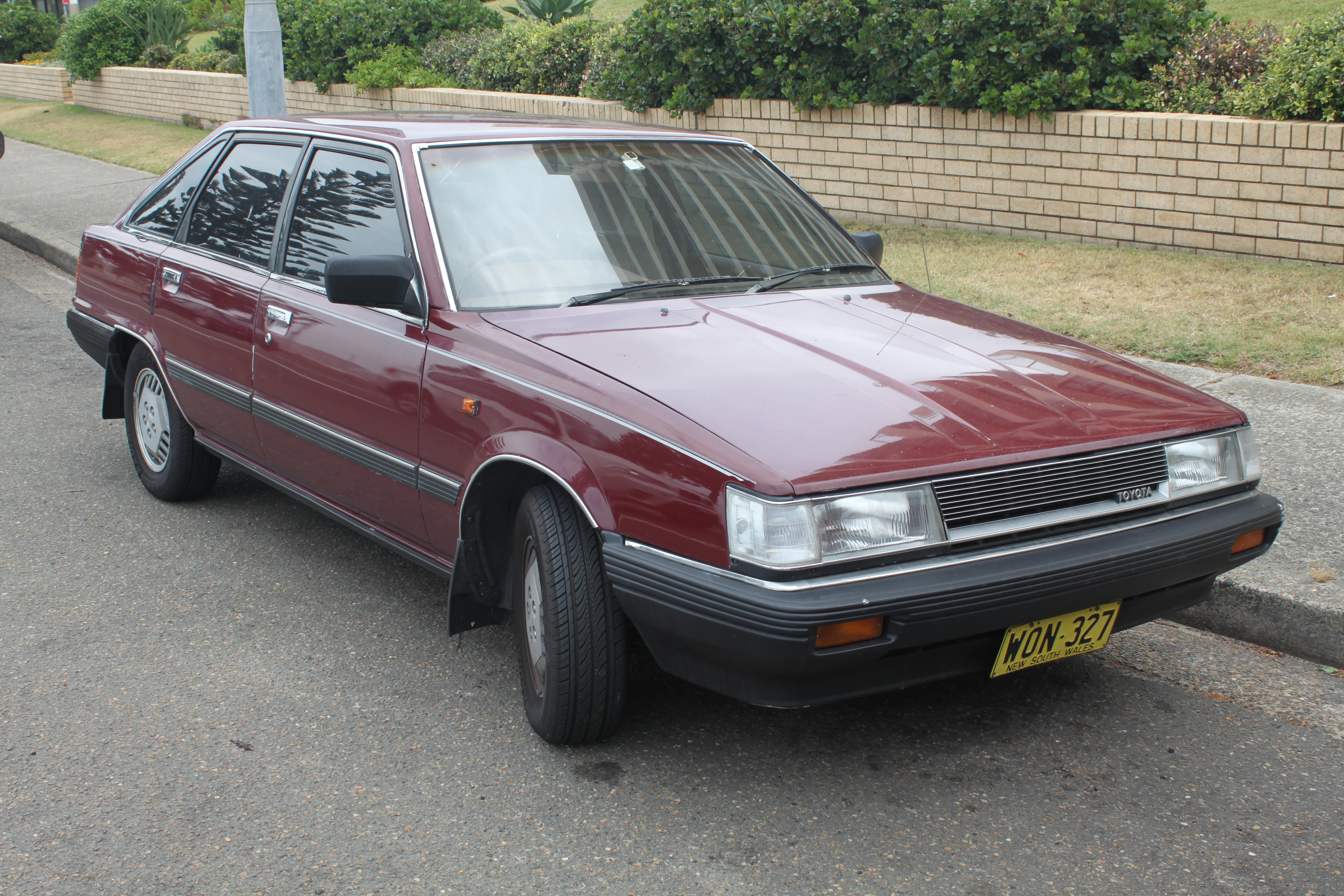
Рестайлинг первого поколения (1984—1986)

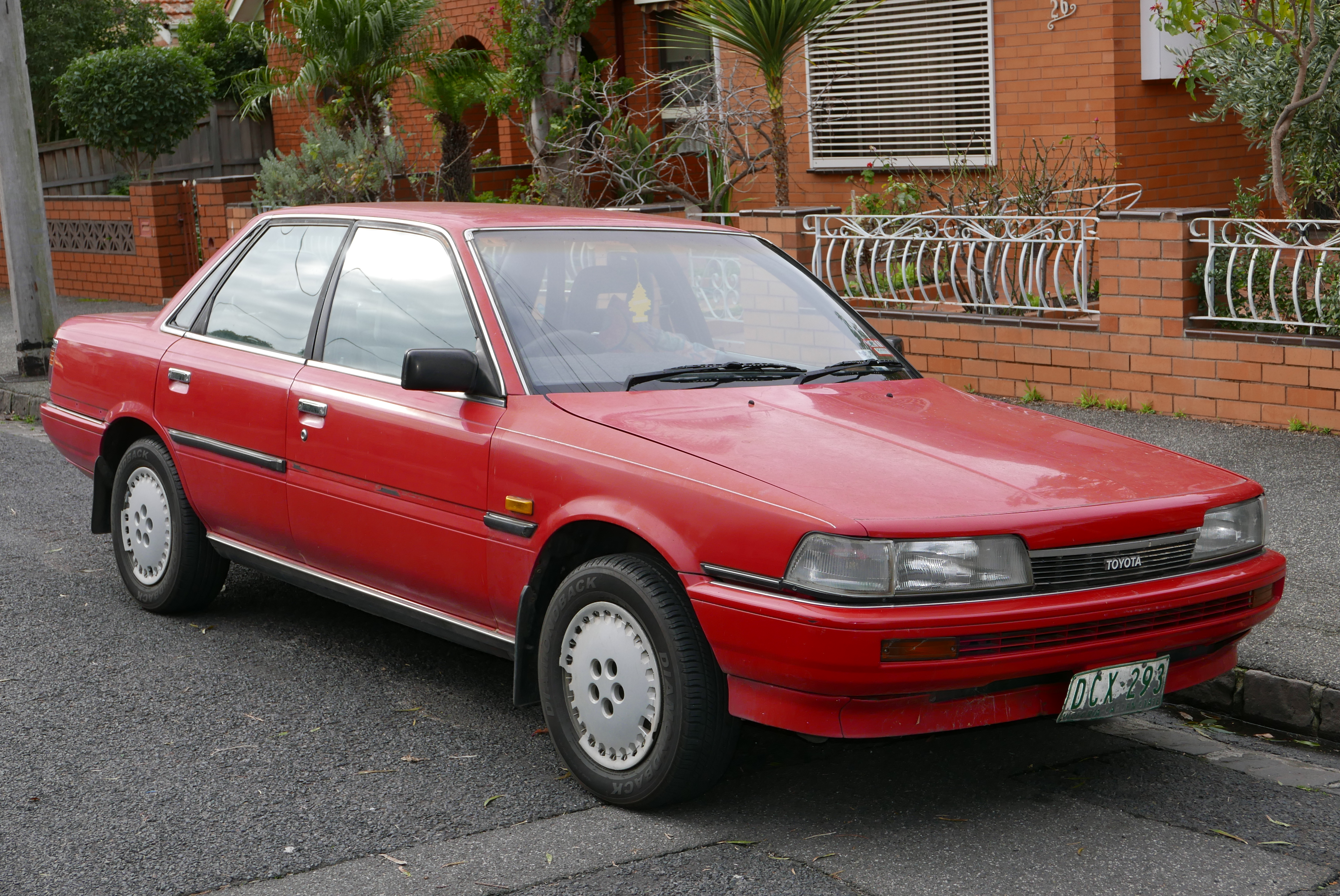
Второе поколение Toyota Camry (1986—1989)

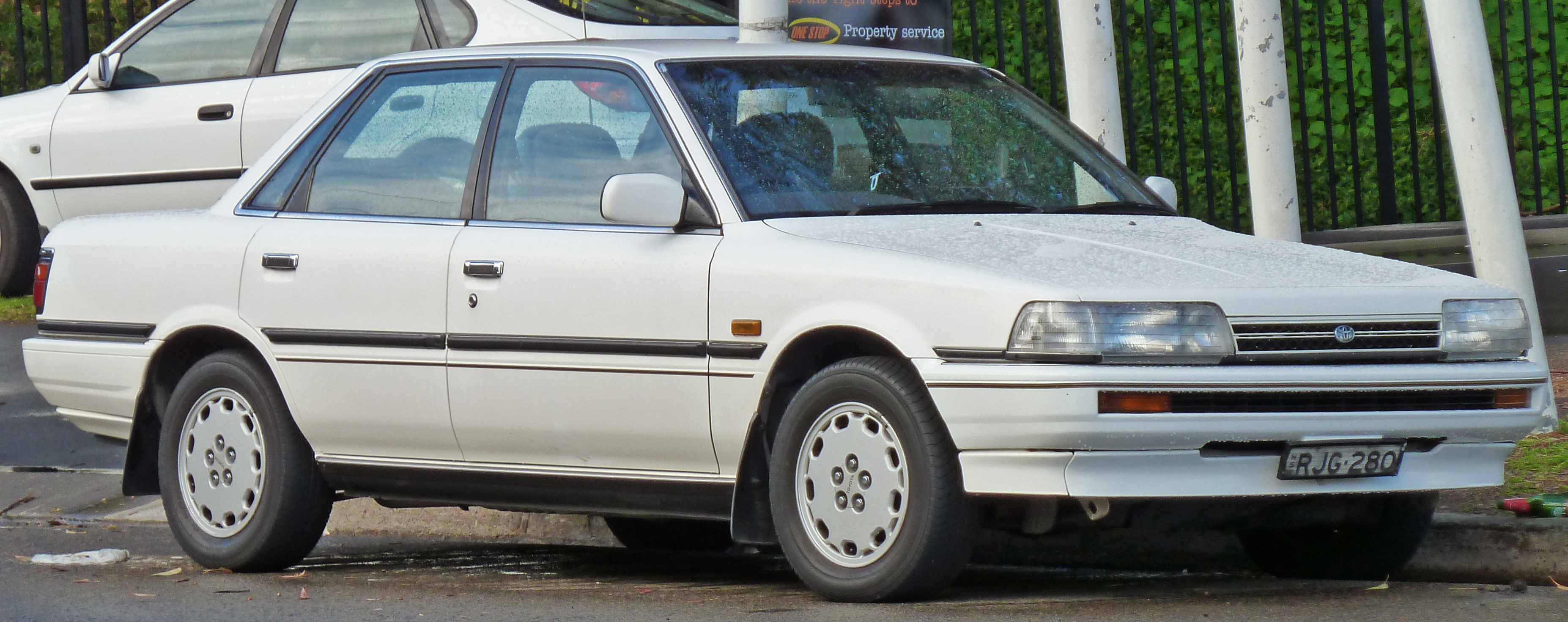
Рестайлинг второго поколения (1989—1991)

## XV10

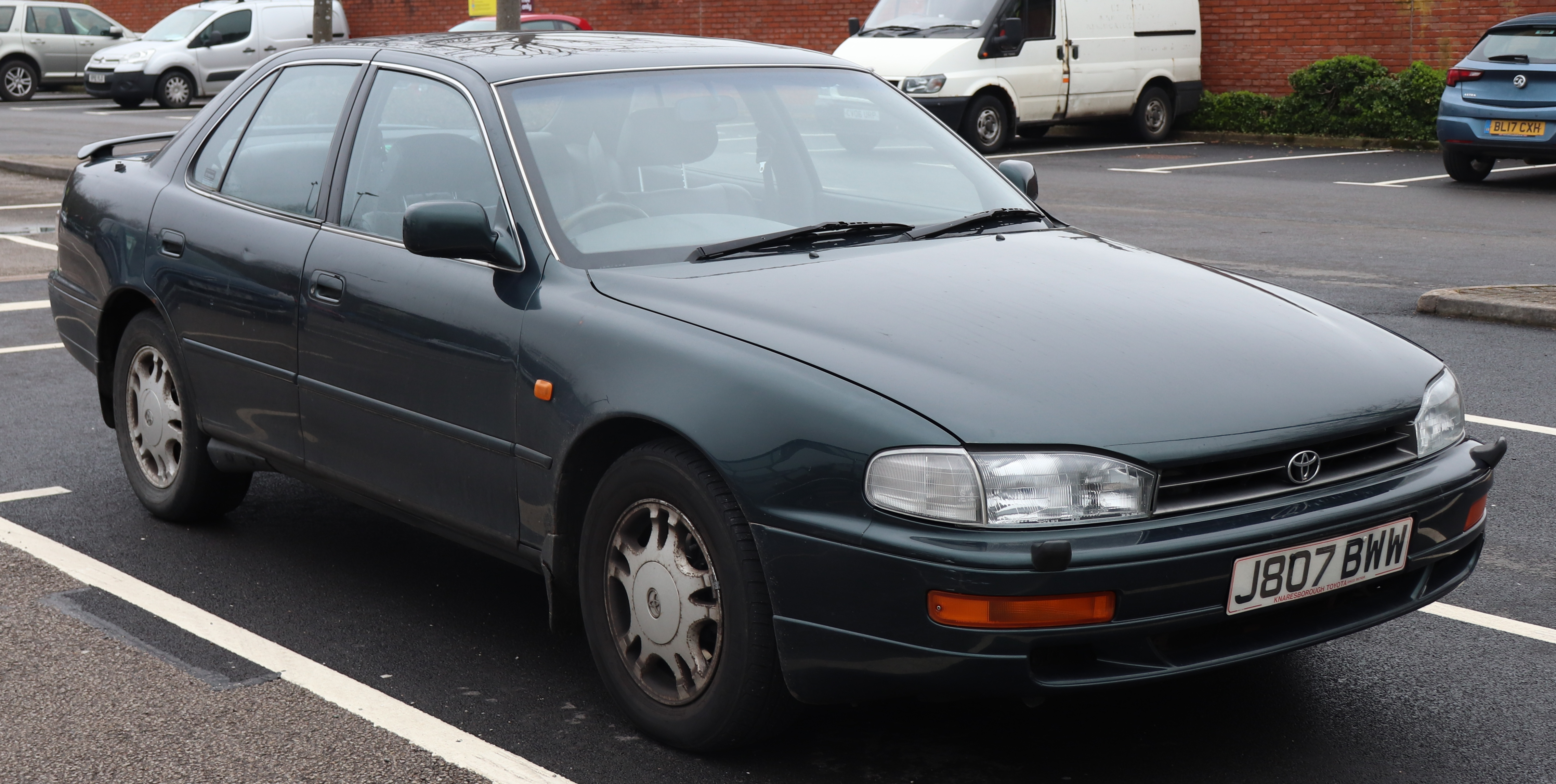
Toyota Camry третьего поколения (1991—1994)

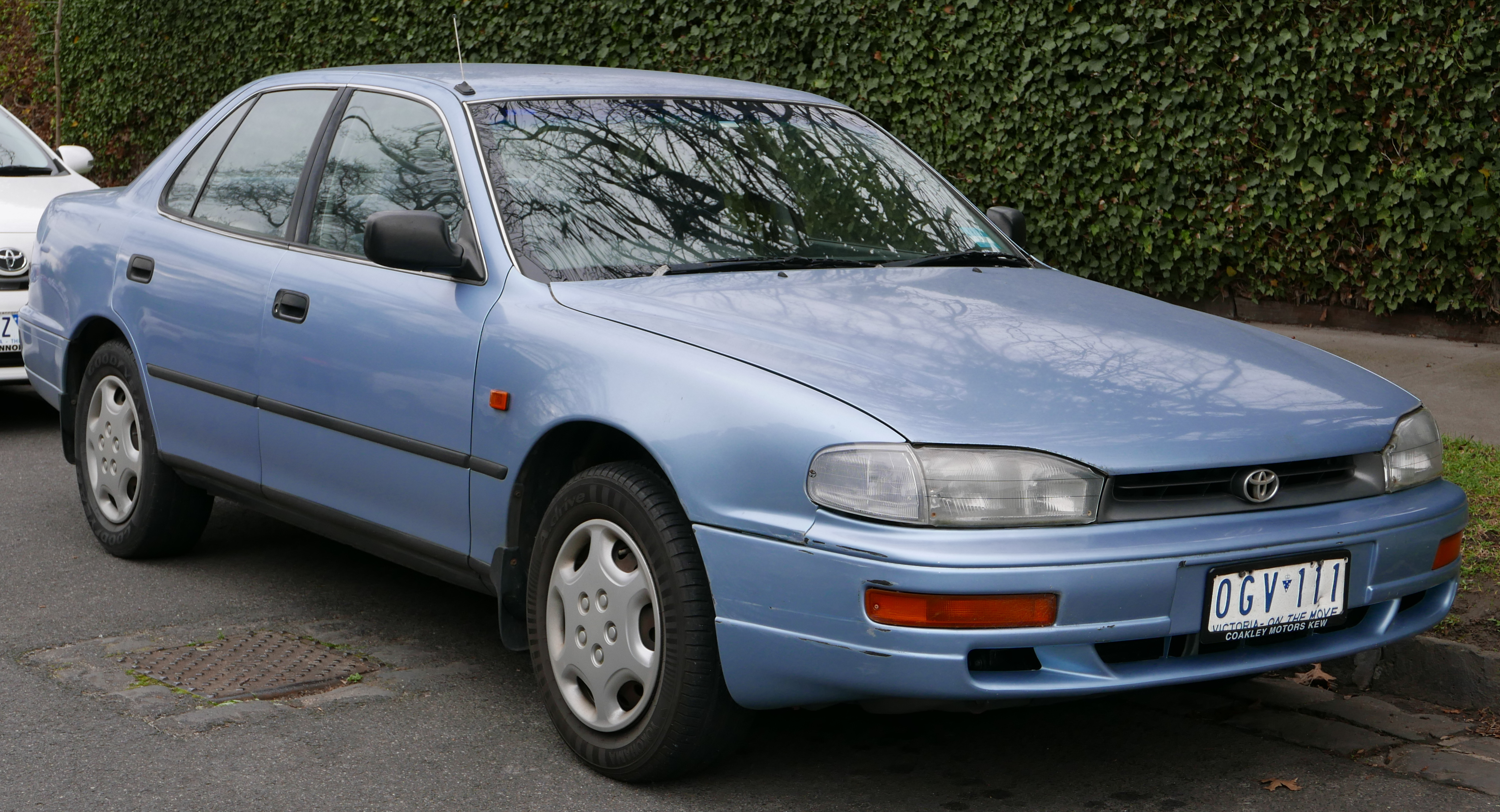
Рестайлинг третьего поколения (1994—1996)

Это поколение Camry выпускалось в кузове седан с 1991 по 1996 год под маркой Toyota Scepter.
С 1992 года также выпускалось в кузове универсал.
С 1993 года начало производиться на экспорт под маркой Toyota Camry и получалась ситуация, когда в одно и то же время существовало две разных Camry. Camry для японского рынка и более крупная для экспорта.
Это поколение выпускалось на нескольких заводах, которые располагались в Германии, США и в самой Японии. Было выпущено около 100 000 автомобилей. Имела дизайн похожий на оригинальную Camry, но в отличие от неё, имела больший размер и оснащалась более мощными двигателями, объёмом 2,2 и 3,0 литра.
Большая часть продаж данной модели пришлись на северо-американский рынок более 60-63 % остальные 40 — 37/35 % пришлись на рынок Японии, Европы, СНГ, и т. д. При этом аналогичный более крупный аналог Vista — Toyota Windom, поставлялся на экспорт как Lexus ES и в результате не перенял имя исходной модели, как это сделал Scepter.

## XV20

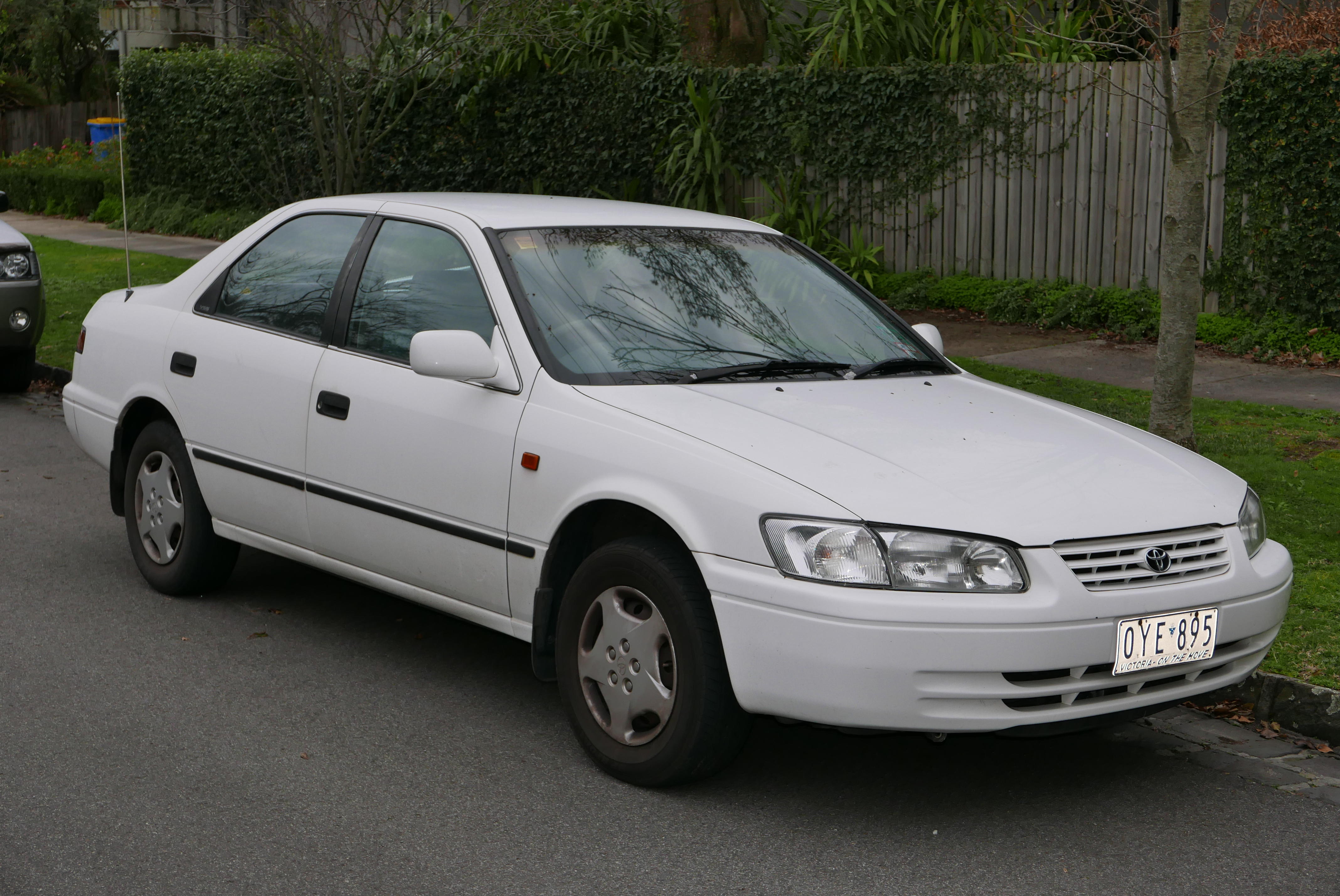
Toyota Camry четвёртого поколения (1996—1999)

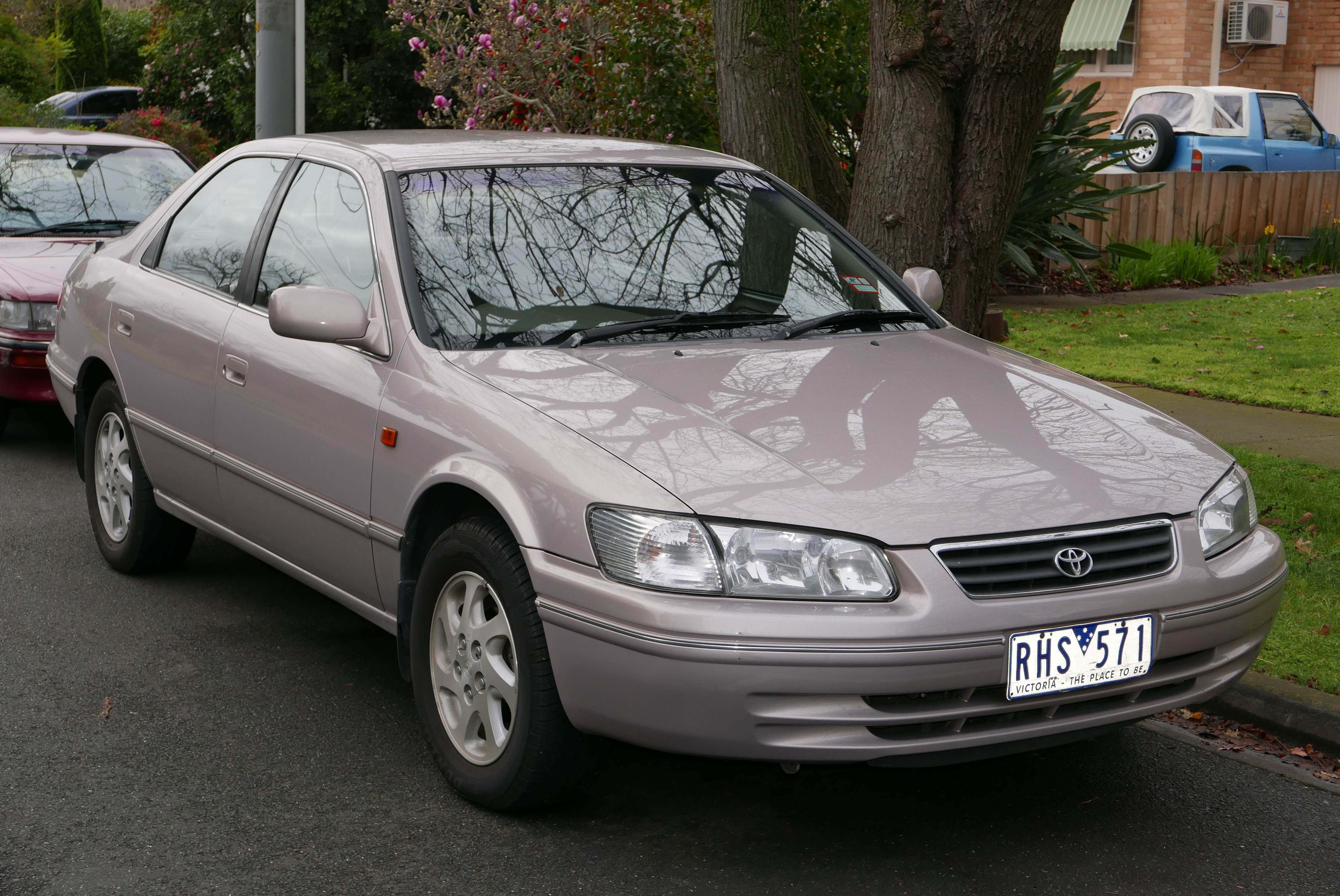
Рестайлинг четвёртого поколения (1999—2002)

Выпускался с августа 1996 по ноябрь 2002 года. Купе Solara выпускалось с 1998 года, а кабриолет появился в 2000 году. Машина может носить различное название в зависимости от места выпуска, страны, для которой предназначена, и модификации: Camry (семейный седан), Camry Solara (купе), Avalon (седан люкс-класса с увеличенной колесной базой), а также Windom и Gracia (модификации люкс). Часть автомобилей изготавливали в США. Например в Кентукки (США) выпускали и люксовую версию Avalon, а купе и кабриолет Solara делали в канадском Кембридже его VIN начинается с 2TI. Модели с индексом JT — японские (именно такие официально продавали у нас). В Европе машина не пользовалась большим спросом.

## XV30

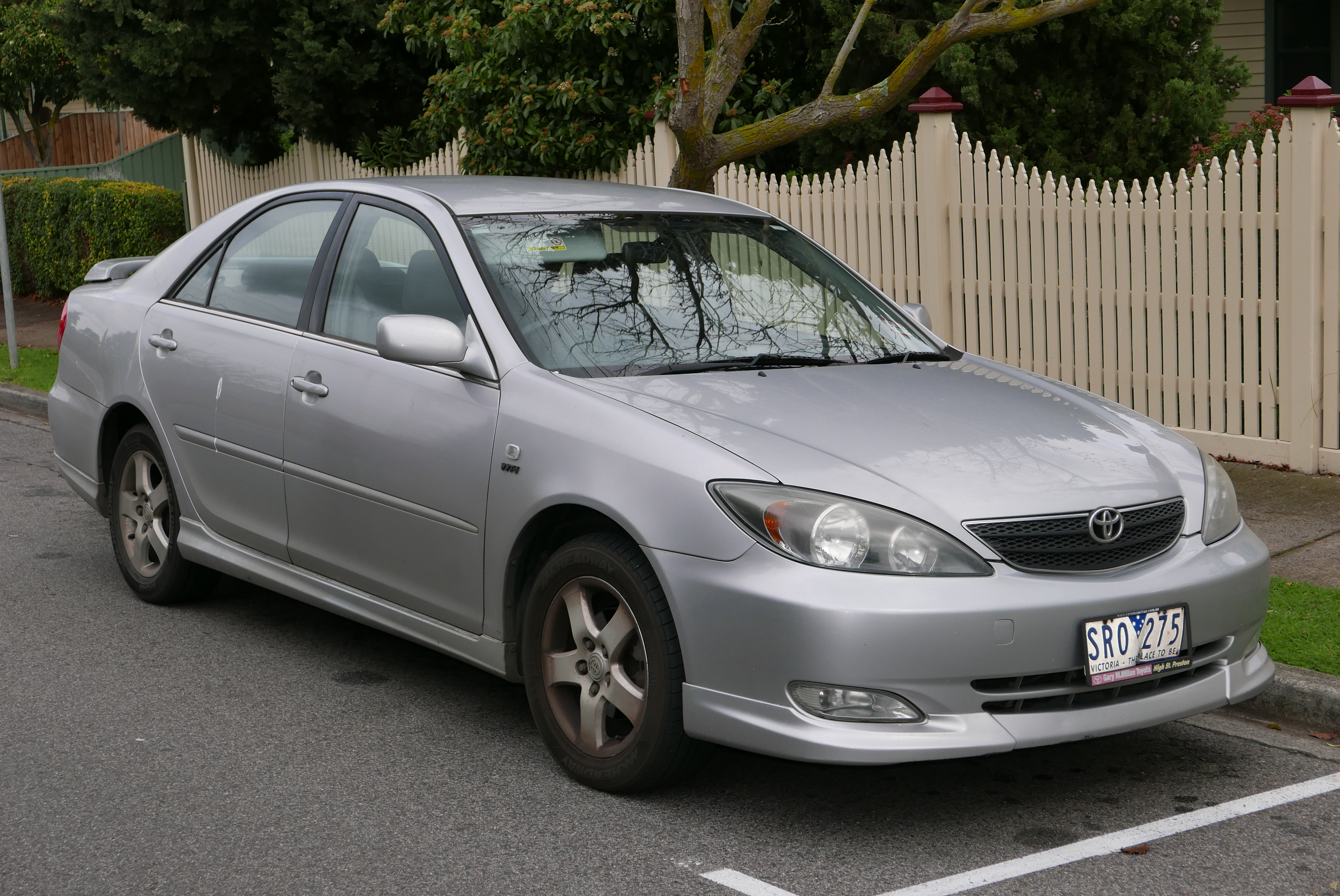
Toyota Camry пятого поколения (2001—2004)

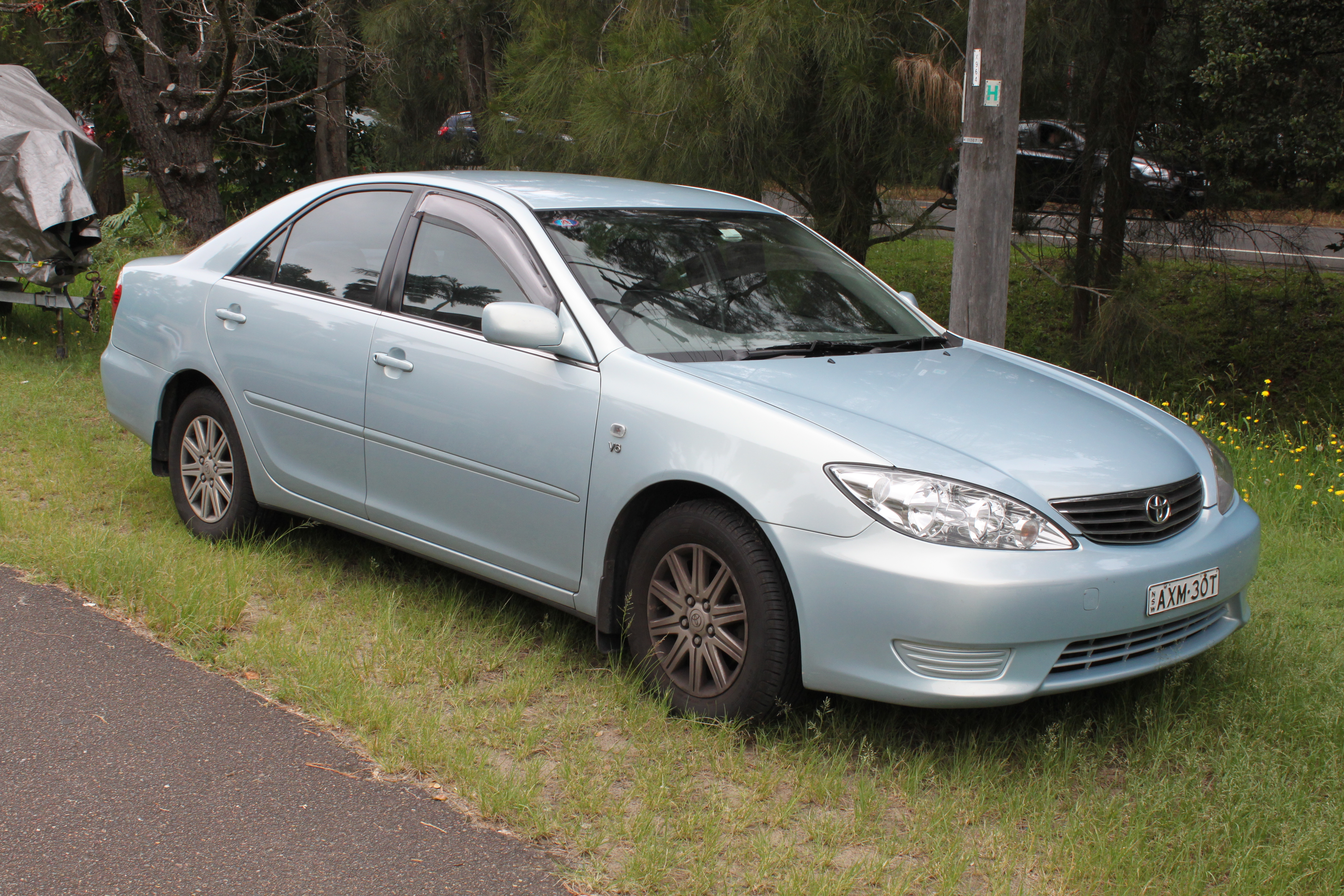
Рестайлинг пятого поколения (2004—2006)

Пятое поколение Camry выпускалось с июня 2001 по декабрь 2005 года в Японии, и до января и июня 2006 года в США и Австралии соответственно. Модель выпускалась без кузова универсал, в качестве замены ему производились минивэн Toyota Sienna и кроссовер Toyota Highlander, а также кроссовер Toyota Harrier (он же Lexus RX300), которые использовали платформу Camry.
В России Camry официально продавалась с двигателем 2,4 л с 5-ст. МКПП или 4-ст. АКПП или с двигателем 3,0 л с 4-ст. АКПП, в Юго-Восточной Азии — с двигателем 2 литра.
Версии данного автомобиля с 5-ст. АКПП, появились с 2004 года, когда сделали рестайлинг этой модели, как для двигателей 2.4, так и 3.0, и 3.3, и выпускались только для северной Америки. А также 5-ст автомат ставили на машины рестайлинга с двигателем 3.0 во всей Азии, за исключением Японии.

## XV40

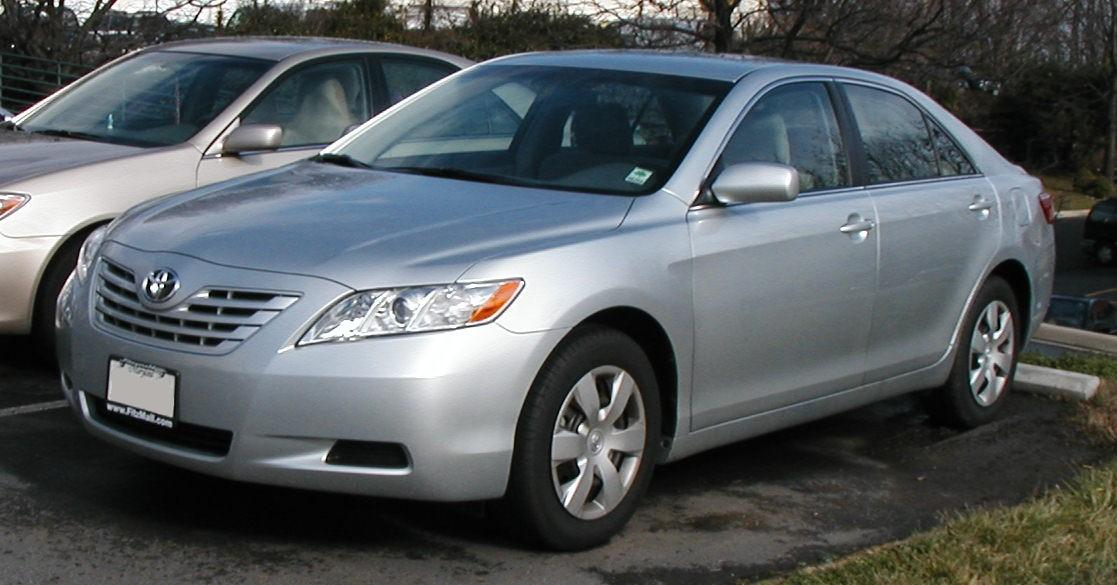
Toyota Camry шестого поколения (2006—2009)

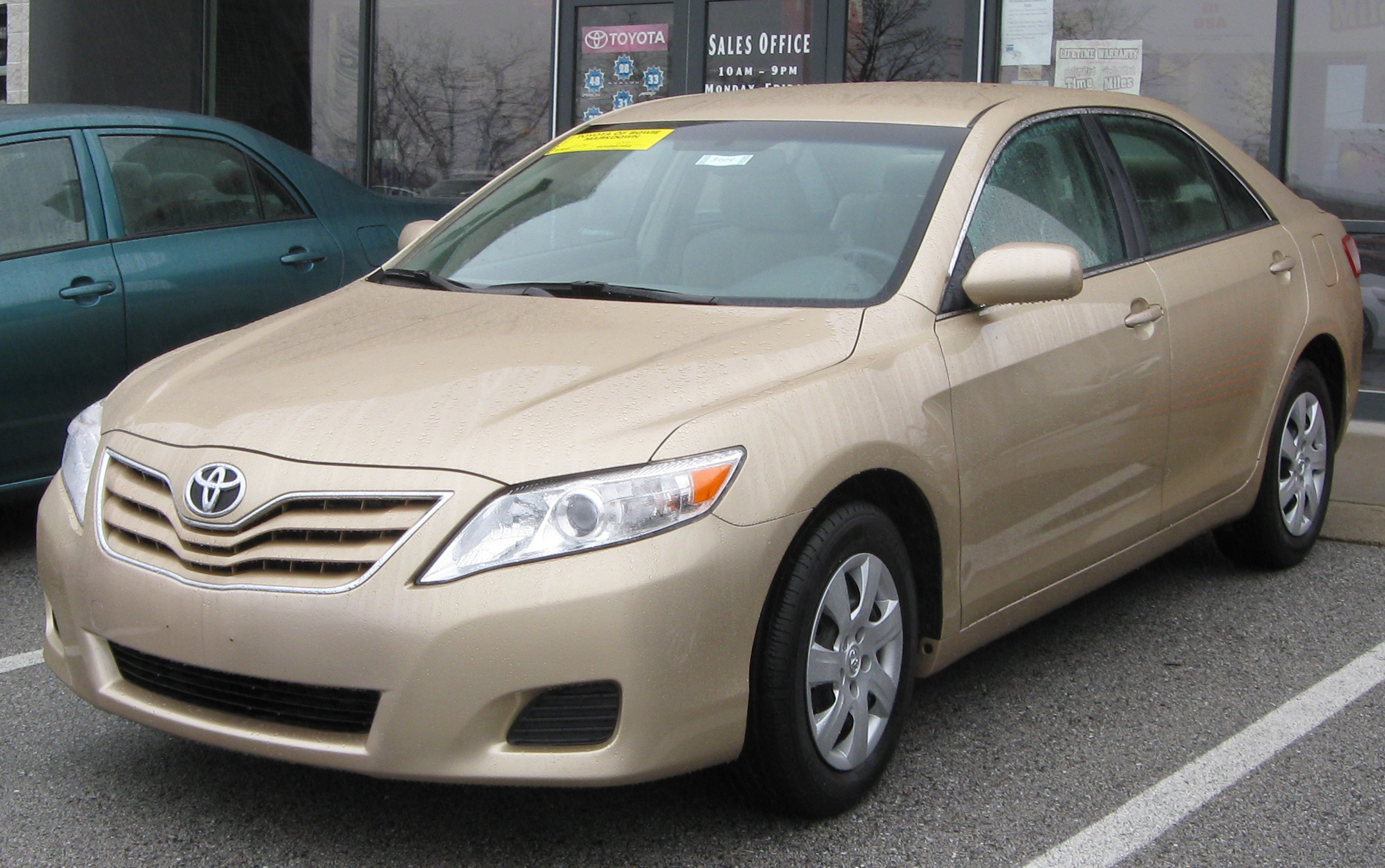
Рестайлинг шестого поколения (2009—2011)

Выпускалось с января 2006 года по август 2011 года. Над созданием автомобиля трудились инженеры из Японии, США, Австралии и Франции, версии Camry XV40 для разных рынков могут значительно отличаться. В Америке и Японии, а также в Англии Toyota Camry производятся в версии объёмом 2,4 литра, в Юго-Восточной Азии — с двигателем 2 литра. Технически поставляемая официально в Россию Toyota Camry наиболее близка к версии для Северной Америки. В России автомобиль предлагался с рядным 4-цилиндровым двигателем объёмом 2,4 литра с 5-ступенчатой МКПП или 5-ступенчатой АКПП, или с V-образным 6-цилиндровым двигателем объёмом 3,5 литра с 6-ступенчатой АКПП. Оригинальное масло в двигателе — Toyota 5W-40, масло в АКПП — ATF WS. На внутреннем японском рынке Toyota Camry доступна только с 2,4-литровым силовым агрегатом, автоматической коробкой передач, но присутствуют полноприводные модификации.
С марта 2006 года выпускается Toyota Camry Hybrid. Шестое поколение Toyota Camry — это первое поколение, в котором Camry доступна с гибридной силовой установкой. Camry Hybrid использует второе поколение Hybrid Synergy Drive и состоит из 4-х цилиндрового бензинового двигателя совместно с электрическим мотором мощностью 134 л. с. (100 кВт) Camry — это третья модель, которую предлагает Тойота с гибридным двигателем. До этого появились Toyota Prius и Toyota Highlander. Официально Camry Hybrid продаётся только в Северной Америке и Японии.
В сентябре 2009 года модель претерпела некоторые косметические изменения — поменялась решетка радиатора, передний бампер, на боковых зеркалах появились указатели поворотов, а на более богатых комплектациях крышку багажника стала украшать хромированная полоска. В салоне стал устанавливаться монитор большей диагонали и новая серебристая облицовка центральной консоли.

## XV50

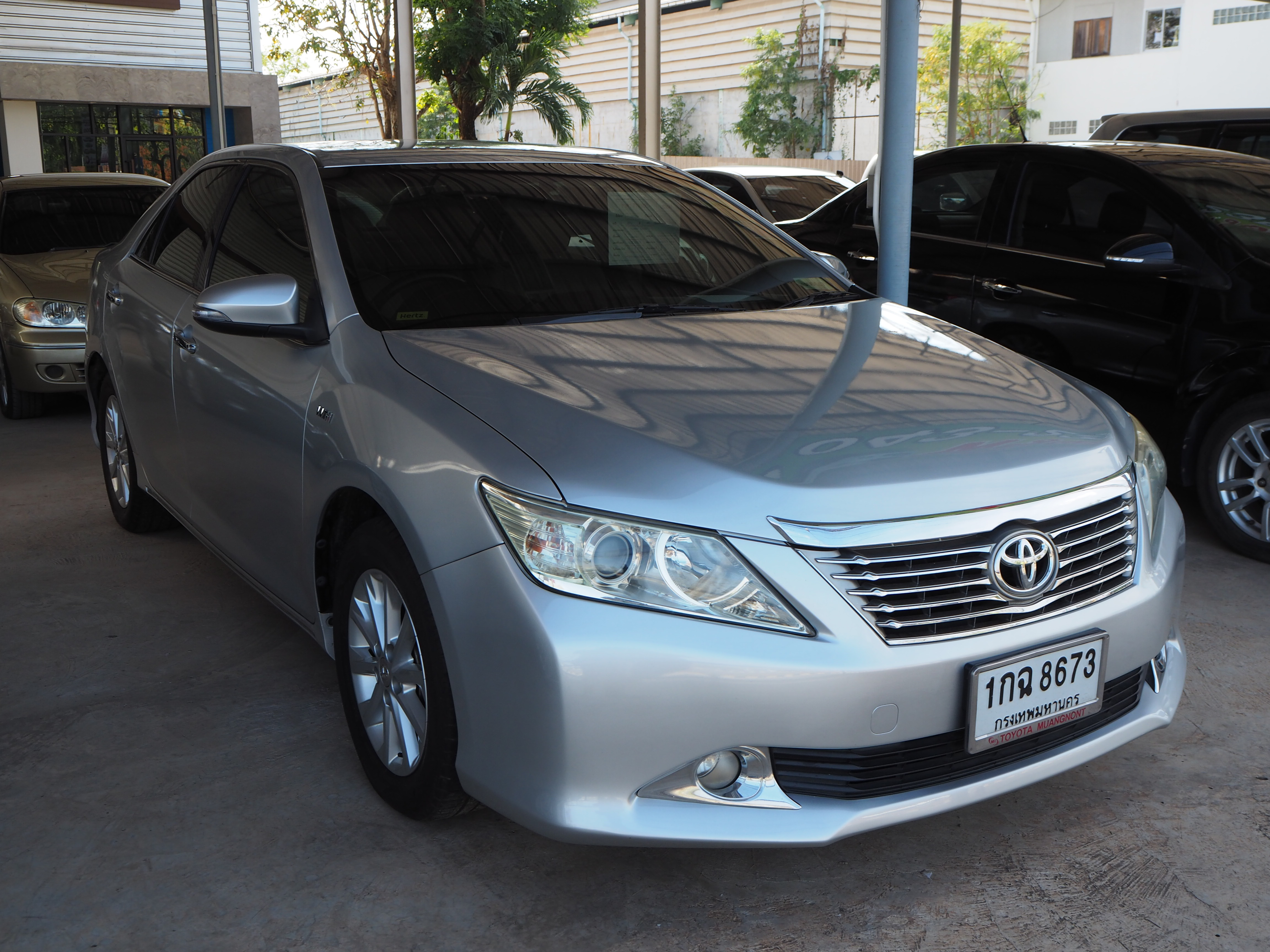
Первоначальный кузов седьмого поколения (2011—2014)

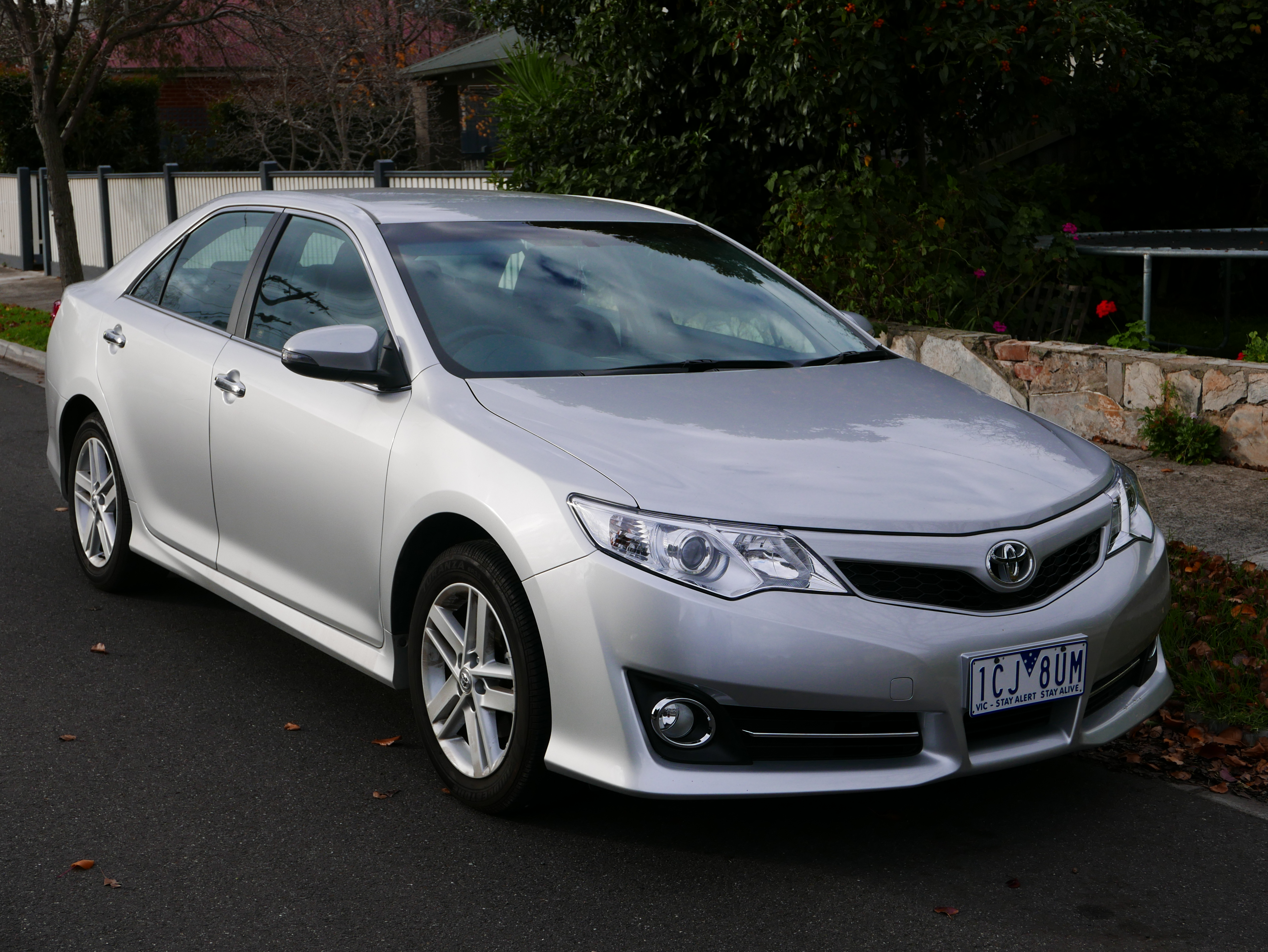
Версия для рынка США (2011—2014)

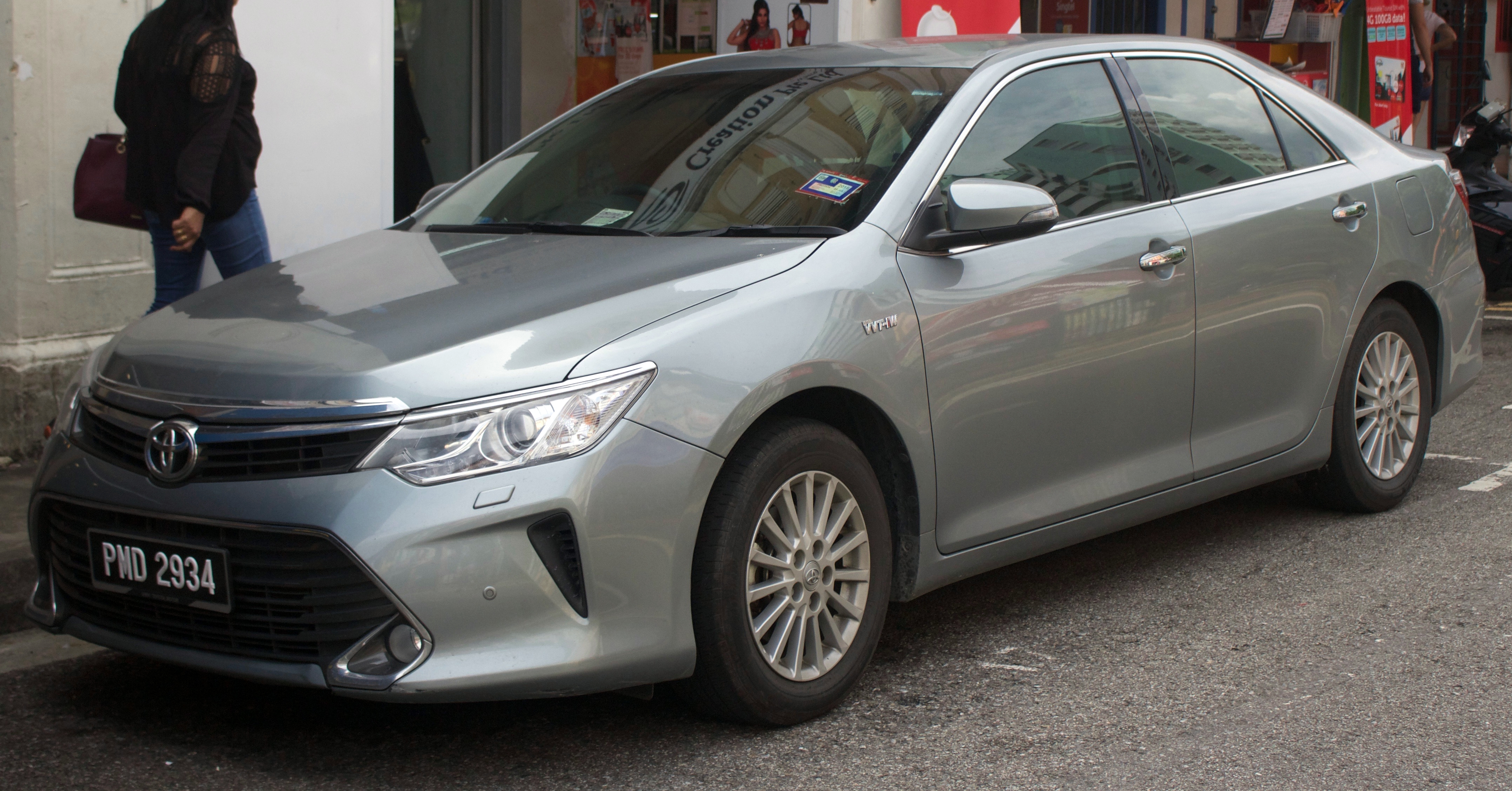
Рестайлинг (2015—2018)

Выпускалось с 2011 по 2017 год. В 2014 году был выполнен рестайлинг модели.

### Безопасность
Автомобиль был протестирован австралийской независимой ассоциацией ANCAP и получил 5 звёзд по всем критериям (Была протестирована под названием Toyota Aurion, который является идентичным Toyota Camry XV50).
| ANCAP                                         |                    |       |
| · 36,59 · общий рейтинг                       |                    |       |
| Рейтинги                                      | Фронтальный удар   | 15,59 |
| Рейтинги                                      | Боковой удар       | 16    |
| Рейтинги                                      | Столб              | 2     |
| Рейтинги                                      | Ремни безопасности | 3     |
| Протестированная модель: Toyota Aurion (2014) |                    |       |

В 2012 году также был протестирован американским страховым институтом безопасности IIHS (Insurance Institute for Highway Safety) и показал высокую безопасность при ударе о деформируемый барьер на скорости 64 км/ч, боковом ударе, и проверке на жёсткость крыши. Но при новом краш-тесте, где автомобиль ударяется на скорости 64 км/ч о недеформируемый барьер с перекрытием 25 %, показал крайне невысокую безопасность: переднее левое колесо чуть не проникло в салон, ноги манекена могли пострадать, даже коленная подушка безопасности не помогла. Водитель практически не коснулся фронтальной подушки безопасности, рулевое колесо сместилось в сторону пассажира, а передняя левая стойка крыши была деформирована, что ставило под угрозу безопасность водителя. Также ремни безопасности не сработали должным образом.
В 2014 году этот же институт испытал обновлённые модели Camry и Prius 2014 модельного года. Обе получили неплохие оценки: «Acceptable» («приемлемо»). Инженеры устранили некоторые слабые места, в частности, у Camry в последних тестах колесо не пробилось в салон, а стойки стали более прочными.

### Оснащение
В Российской Федерации, в зависимости от комплектации, автомобиль оснащен ксеноновыми фарами ближнего света, камерой заднего вида, датчиками парковки, 9-ю подушками безопасности SRS (две фронтальных, четыре боковых, две типа «занавес» и новая — коленная подушка безопасности для водителя), кожаной обивкой салона и т. д. С 2013 года в комплектации «Стандарт» имеется отделка под карбон.

### Двигатели
Изначально, мощность 3,5-литрового двигателя V6 составляла 277 л. с., но в 2013 году на российском рынке двигатель был дефорсирован до 249 л. с. Причиной снижения мощности является повышение конкурентоспособности автомобиля — с целью уложить модель в другую ставку транспортного налога тем самым сохранить её в среднем классе для всех развитых субъектов РФ , где ставка налога на машины с мотором более 250 ЛС составляет 150 рублей.
После рестайлинга 2014 года вместо прежнего двухлитрового мотора 1AZ-FE мощностью 148 л. с. седан для российского рынка начали оснащать двигателем 6AR-FSE объемом 2,0 литра и мощностью 150 л. с., а на смену четырёхступенчатой автоматической коробке передач пришла шестиступенчатая.
| двигатель    | мощность  | максимальный крутящий момент | расход топлива в смешанном цикле |
| ------------ | --------- | ---------------------------- | -------------------------------- |
| 1,8 литровый | 125 л. с. | 120 Н·м                      | 8 л/100км                        |
| 2 литровый   | 148 л. с. | 190 Н·м                      | 8.3 л/100км                      |
| 2,5 литровый | 181 л. с. | 231 Н·м                      | 7.8 л/100км                      |
| 3,5 литровый | 249 л. с. | 346 Н·м                      | 9,3 л/100 км                     |

Динамические показатели:
| Объём двигателя | максимальная скорость | Разгон 0-100 км/ч Мощность Коробка передач        |
| --------------- | --------------------- | ------------------------------------------------- |
| 1,8 литровый    | 180 км/ч              | 13 сек 125 л. с автомат 4 ступ.                   |
| 2 литровый      | 190 км/ч              | 12,5 сек 148 л. с автомат 4 ступ.                 |
| 2,5 литровый    | 218 км/ч              | 9 сек 181 л. с автомат 6 ступ.                    |
| 3,5 литровый    | 218 км/ч              | 7,0 сек 249 л. с (изначально 277) автомат 6 ступ. |

## XV70

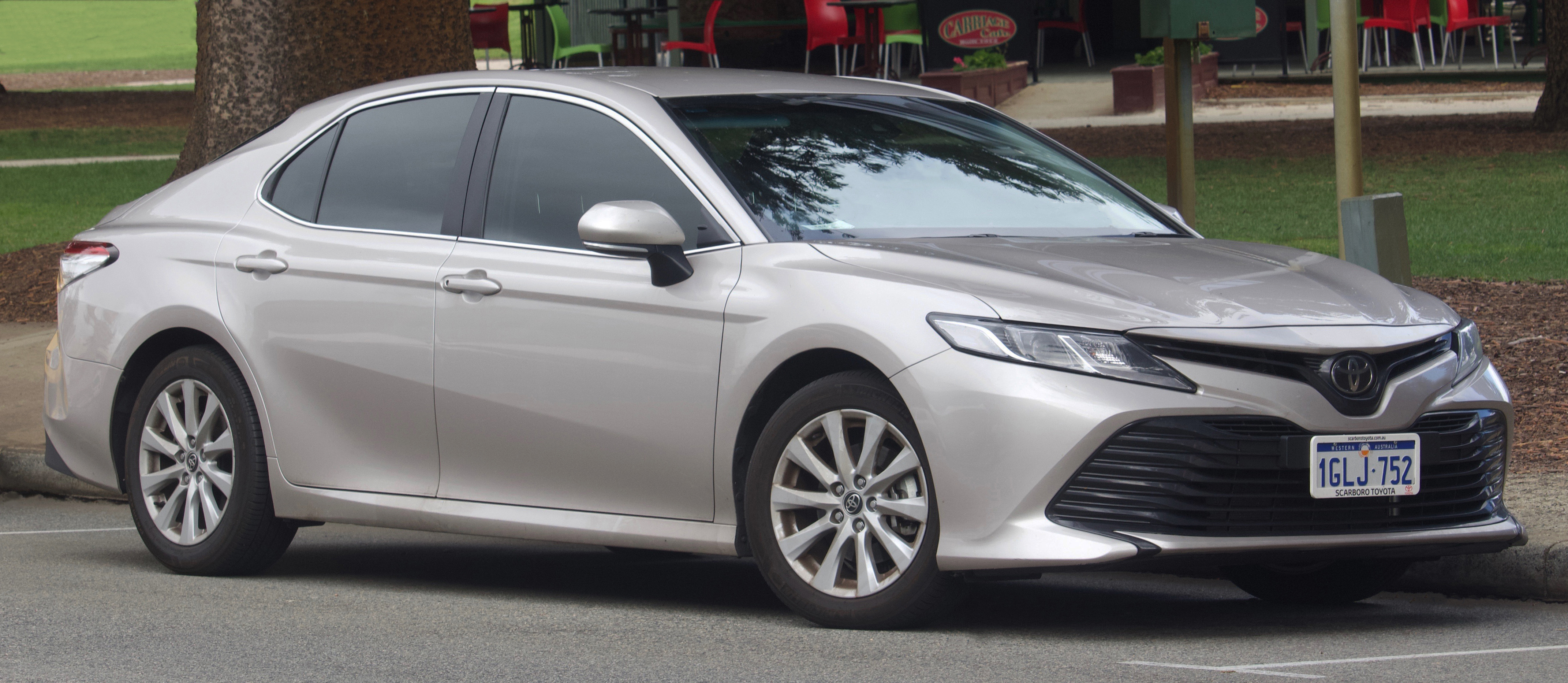
XV70 (2017—2020)

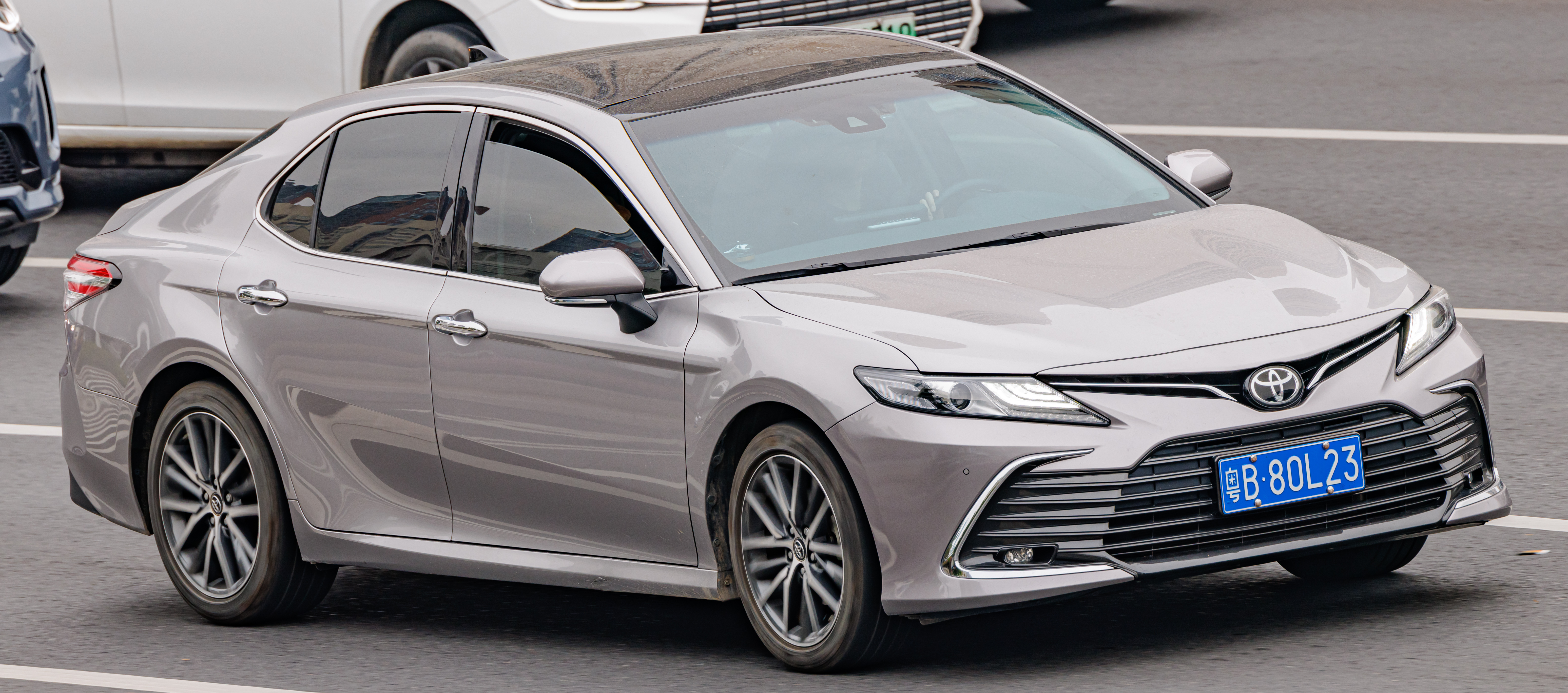
Модернизация (2020—2024)

Выпускается с 2017 года, в Российской Федерации старт продаж 2 апреля 2018 года. Автомобиль получил прежние двигатели 2,0 и 2,5 а также обновленную 3,5-литровую «шестерку» в сочетании с 8 диапазонным «автоматом». Двигатель 3,5 оснащён комбинированным типом впрыска, специально для российского рынка дефорсирован до 249 л. с.
Летом 2020 года модернизировали внешний вид и интерьер модели — передний бампер, экран мультимедийного комплекса, диагональ дисплея (увеличили максимальный размер до 9 дюймов), улучшенная шумоизоляция, появление доработанного комплекса Toyota Safety Sense 2.5+. Электронику научили удержанию автомобиля в полосе, автоматическому возобновлению движения после короткой остановки при включённом круиз-контроле, а система экстренного торможения теперь распознаёт автомобили, едущие навстречу, а также пешеходов и велосипедистов.
Заводы:
- Виктория (Австралия),
- Гуанчжоу, Китай
- Джорджтаун, Кентукки, США
- Лафайетт, Индиана, США
- Тахара , Айти (префектура), Япония
- Чонбури, Таиланд
- Лагуна, Филиппины
- Шах-Алам, Малайзия
- Тайбэй, Тайвань

### Особенности
- Глобальная модульная архитектура TNGA (Toyota New Global Architecture) .
- Новый двигатель 2,5 литра с новой 8-ступенчатой автоматической коробкой передач.
- Мультимедийная система Toyota Touch 2 с дисплеем 8 дюймов и навигацией.
- Система кругового обзора 360°.
- Система мониторинга слепых зон с функцией визуального оповещения (BSM).
- Система слежения за слепыми зонами при выезде с парковки задним ходом (RCTA).

## XV80

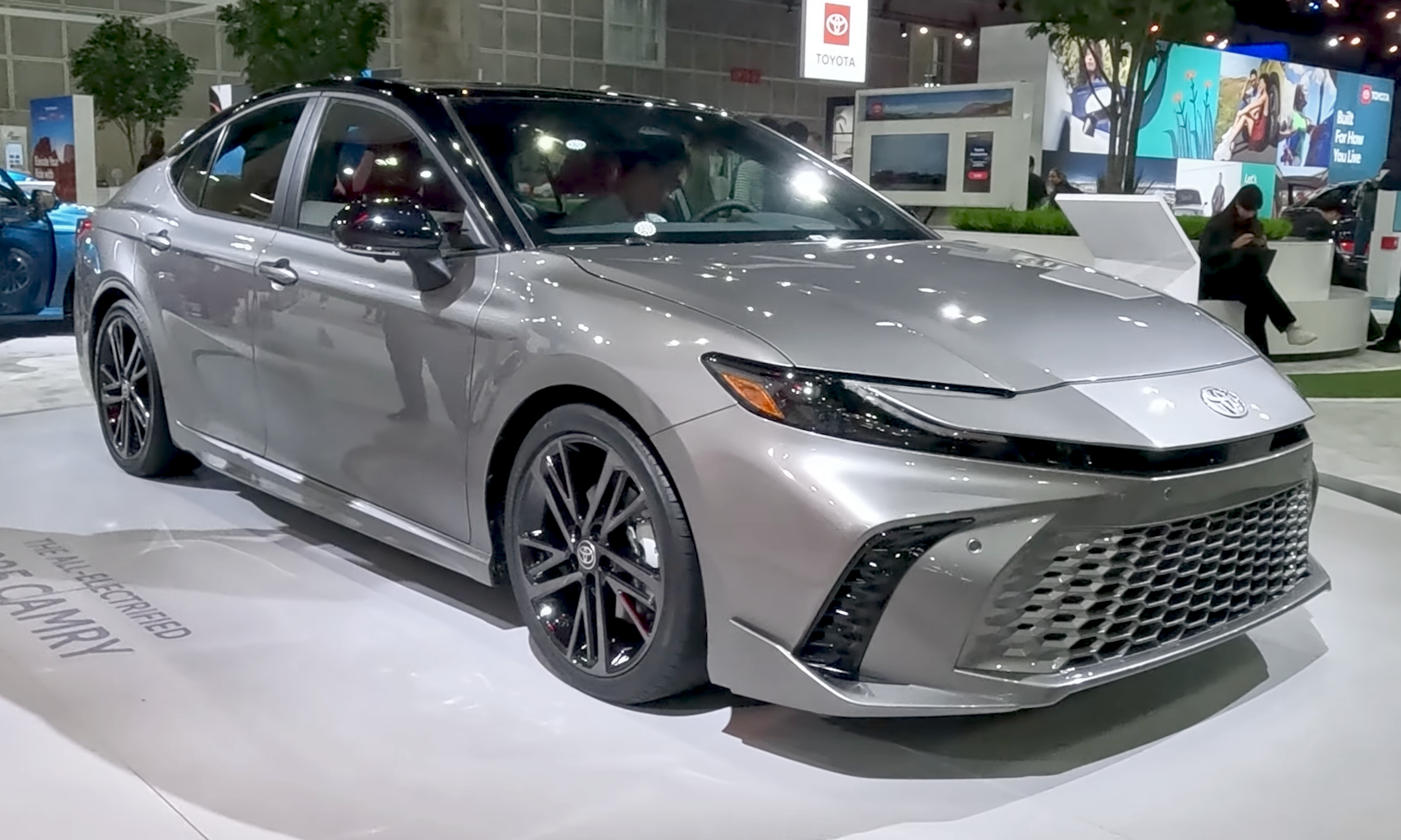
Toyota Camry XV80 спереди

Camry девятого поколения (XV80) была представлена 14 ноября 2023 года. Однако, в отличие от предыдущих поколений, Camry XV80 недоступна с чисто бензиновым двигателем для таких рынков, как Северная Америка и Европа. В основе XV80 Camry лежит та же платформа GA-K, что и у XV70, с сохранением базовой конструкции кузова, передних дверей и линии крыши с некоторыми изменениями, такими как измененные амортизаторы и измененная настройка для повышения комфорта. В конструкции переднего зажима использована решетка радиатора Toyota в форме «молота», которая использовалась в Prius последнего поколения, Crown Sport и C-HR, выпущенных в 2023 году. XV80 Camry недоступна в Японии из-за снижения продаж предыдущих поколений.Но на некоторых заводах в Японии, Camry все еще выпускают для экспортных рынков где имеется правостороннее движение. 

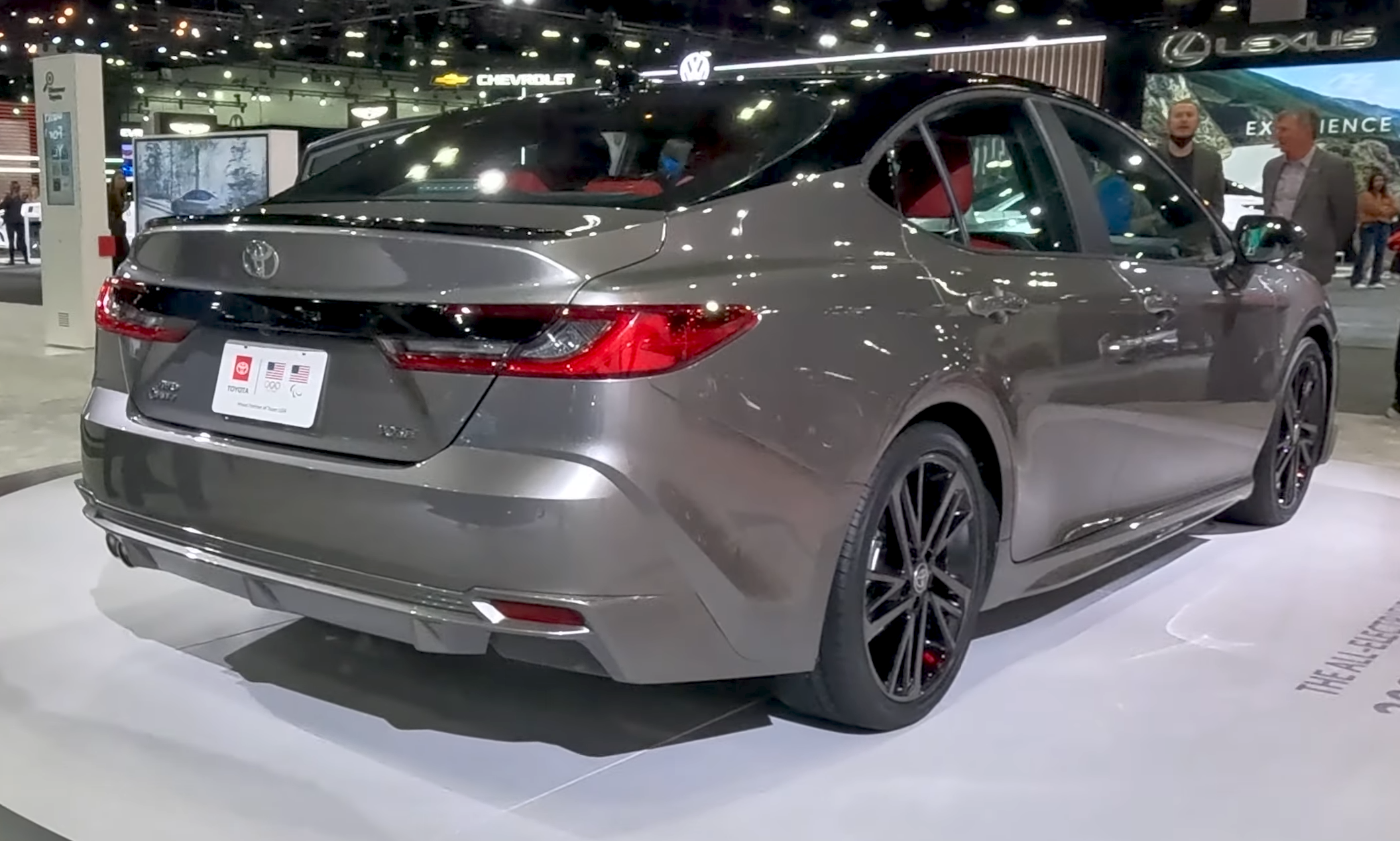
Toyota Camry XV80 сзади

## Награды
- Лучший автомобиль 2023 года в «Бизнес-классе», Россия
- Премия «Автомобиль года в России 2020» в «Бизнес-классе»[10]
- Премия «Автомобиль года в России 2019» в «Бизнес-классе»[11][12]